# Bénedicte de Hvide
Bénédicte de Hvide, (1165-1199), reine de Suède, épouse du roi Sverker II de Suède.

## Biographie
Benedikta ou Bengta appartient à une puissante famille de magnats danois du Sjælland dans l' île de Seeland. Elle est la fille de Ebbe Sunesen Hvide (da) un parent de l'archevêque Absalon. Elle épouse Sverker Karlsson au début de la décennie 1180 et meurt à l'âge de seulement 35 ans.
Elle donne quatre enfants au roi:
- Karl, né en 1180 et époux de la princesse norvégienne Ingeborg Sverresdatter et qui est tué en 1198 en participant aux côtés de son beau-père le roi Sverre de Norvège à la guerre civile en Norvège ;
- Hélène (Elin, † 1240), qui se marie en 1237 avec Sune Folkasson († 1247) de la famille des Folkungar ;
- Christine (sv) (Kristina), épouse vers 1200 Henri II Borwin de Mecklembourg ;
- Peut-être Marguerite (sv) (Margareta) (née en 1192), épouse Wislaw Ier de Rügen.